# Podgradska grofična
Podgradska grofična je kratka pripovdka, ki je izšla v zbirki zgodb Zgodbe o Štrpedu iz Materskega podolja, Podgorskega Krasa in Čičarije. Po pripovedovanju jih je zbral in zapisal Pavel Medvešček, grafik, slikar, oblikovalec, publicist in zbiralec ljudske dediščine.
Pripovedko Podgrajska gospodična je zapisal po pripovedovanju Marije Juriševič leta 1971.

## Kdaj je bila pripovedka zapisana?
Pripovedka se bile zapisana leta 1971, ko se je Pavel Medvešček zaposlil na Zavodu za spominsko varstvo Gorica, kjer je dokumenitral ljudsko arhitekturo na območju sedmih severnoprimorskih občin. Tako ga je pot zanesla tudi na območje Matarskega podolja, Podgorskega Krasa in Čičarije, kjer so prebivalci pripovedovali o Štrpedu.

## Analiza
Pripovedka govori o grofični, ki je izgubila zlato ogrlico. Bila ji je zelo pri srcu, saj ji jo je podarila pokojna mati. Tistemu, ki jo bo našel je obljubila bogato plačilo.
Minevali so dnevi in tedni pa nič. Nekega dne pa je k revni pastirici prišel Štrped in ji izročil zlato verižico, rekoč naj jo odnese grofični. In res pastirica se je odpravila na grad. Gospodična se je je zelo razveselila. Pastirici je podarila mošnjiček cekinov in jo povabila živeti na grad, da bo njena družabnica.

### Kraj in čas dogajanja
Matarsko podolje je Štrpedova dežela. Tako se imenujeta kar dva hriba v tej suhi kraški dolini.
V osrednjem delu Matarskega podolja leži gručasta vas Markovščica. Na severni strani se dviga Brkinsko hribovje, na jugu pa Slavnik in vrhovi Čičarije. Značilna kraška gmajna je porasla z gostim brinjem, ki včasih zraste v prava drevesa. Polno je vrtač, kotanj in brezen.
Nekje po drugi svetovni vojni, ko so bili Brkini, še dokaj odmaknjen predel, v katerem se je ohranjalo veliko starega izročila. Ljudje so si krajšali čas s pripovedovanjem pripovedk.

## Zgodbe o Štrpedu in Materskega podolja, Podgorskega Krasa in Čičarije
- Štrpedov rod
- Lipeglav
- Runjevica
- Turki
- Nabiralec brinja
- Skandan
- Štrped
- Bosi otroci
- Podganje leto
- Stava
- Medvižicev štrped
- Žito
- Tihotapci
- Bolno dekle
- Kozja pastirica
- Kako je štrped pomagak Johanu